# Alexander von Brandt
Alexander Alfred von Brandt (* 7. Januar 1873 in Stromberg; † 5. August 1960 in Frankfurt am Main) war ein preußischer Landrat und deutscher Ministerialbeamter und Wirtschaftswissenschaftler.

## Leben

### Herkunft
Alexander von Brandt gen. Flender war ein Sohn der Bürgermeisters von Stromberg und Gutsbesitzers Alfred von Brandt (1835–1912) und Sophie, geb. Matti (1836–1897). Sein Vater erhielt 1895 die erbliche Adelsklasse verliehen. Sein Bruder Ludwig (1866–1934) wurde Offizier im Ersten Weltkrieg und später Benediktinerpriester.

### Werdegang
Alexander von Brandt besuchte das Gymnasium in Koblenz und schloss hier am 14. März 1891 seine schulische Laufbahn ab. Anschließend studierte er bis 1894 Rechts- und nachfolgend bis 1904 Staatswissenschaften an den Universitäten Lausanne, München und Berlin. Seit dem Wintersemester 1891/92 war er Mitglied der Studentenverbindung Société d’Étudiants Germania Lausanne.  Nach Ablegung des ersten Staatsexamens am 8. Januar 1895 zum Gerichtsreferendar ernannt, setzte er seine Studien mit einem einjährigen Frankreichaufenthalt fort. 1896 wurde er in München mit dem Thema Das Zeitalter Colberts promoviert.
Unter gleichzeitigem Wechsel in die preußische Verwaltung des Innern trat von Brandt am 19. November 1898 als Regierungsreferendar in den Dienst der Königlich Preußischen Regierung zu Breslau: mit Ablegung der Prüfung für den höheren Verwaltungsdienst wurde er am 30. November 1901 zum Regierungsassessor ernannt. Als solcher wechselte er 1902 als Hilfsarbeiter an das Landratsamt Saarbrücken, bevor er in gleicher Stellung zum 1. Juli 1904 zum preußischen Innenministerium übertrat.
In der Nachfolge des auf eigenen Antrag aus dem Amt geschiedenen Landrats des Kreises Neuß, Friedrich von der Leyen-Bloemersheim, übernahm von Brandt zum 1. Oktober 1906 zunächst kommissarisch die Leitung der Kreisverwaltung des Kreises (ab 1913 als Folge der Ausgliederung der Stadt Neuss des Landkreises Neuß). Seine definitive Ernennung folgte mit Allerhöchster Kabinettsorder vom 4. März 1907 zum 16. März. Er blieb in dieser Stellung bis zu seinem Wechsel an die Königlich Preußische Regierung in Düsseldorf unter Beförderung zum Oberregierungsrat zum 1. Dezember 1916. Von dort wechselte er zum 1. Oktober 1917 als Hilfsarbeiter an das Ministerium der geistlichen und Unterrichtsangelegenheiten, wo er am 7. Januar 1918 zum Vortragenden Rat mit dem Charakter eines Geheimen Regierungsrats ernannt wurde.
Nach Ende des Ersten Weltkriegs wurde von Brandt Mitglied der Zentrumspartei. Zum 1. Oktober 1919 wechselte er mit der Amtsbezeichnung Ministerialdirektor als Stellvertreter des Reichskommissars für die besetzten rheinischen Gebiete nach Koblenz. In dieser Position 1922 durch Otto Dilthey ersetzt, übernahm von Brandt Anfang 1922 die Leitung der Abteilung V im Reichsfinanzministerium, in deren Zuständigkeit Reparationsangelegenheiten, Anleihe- und Geldwesen fielen und die an der Vorbereitung der Londoner Konferenz über den Dawes-Plan und der Ablösung der alten Reichsanleihen mitwirkte.
Zum 1. März 1927 übernahm von Brandt in der Nachfolge des aus Altersgründen pensionierten Georg Porcher als Landesfinanzamtspräsident die Leitung des Landesfinanzamtes Köln an. Von Brandt trat seine neue Stellung am 3. März 1927 an. Auf eigenen Antrag schied von Brandt zum 31. Dezember 1934 vorzeitig aus dem Amt. Selbst Mitglied der Zentrumspartei, war von Brandt von seinen amtsinternen Gegnern nicht ganz unbegründet der Parteibuchwirtschaft beschuldigt worden. Von Brandt hatte nachprüfbar einen Regierungsrat im Landesfinanzamt protegiert, der sich wiederholt auf Grund seiner Stellung finanzielle Vorteile verschaffte und im Fall der willkürlichen Versetzung eines Kölner Finanzamtsvorstehers, um diesen durch ein Mitglied der Zentrumspartei zu ersetzen. Allerdings konnte ihm niemand seine fachliche Eignung absprechen.
Alexander von Brandt war Mitglied des Bundes Nationalsozialistischer Deutscher Juristen (BNSDJ).

### Familie
Alexander von Brandt heiratete in erster Ehe am 18. Januar 1906 in Aschaffenburg Maria Annunziata Matti (geboren am 25. Oktober 1880 auf dem Obergartenhof bei Aschaffenburg; gestorben am 2. März 1912 in Neuß), eine Tochter des Gutsbesitzers auf dem Obergartenhof, Ludwig Matti und dessen Ehefrau Mathilde, geb. Freiin von Bodman (* 1. April 1851) und Enkelin von Johann Karl Freiherr von Bodman (* 5. April 1811) und Clementine, geb. Freiin von und zu Bodman (* 8. Februar 1816; † 6. Oktober 1862). In zweiter Ehe heiratete Alexander von Brandt am 30. April 1914 in Freiburg im Breisgau Clementine Freiin von Reischach (geboren am 6. Oktober 1878 in Schlatt; gestorben am 25. November 1967 in Frankfurt am Main), eine Tochter des Fideikommissherrn auf Hohenkrähen mit Duchtlingen und Schlatt Karl Joseph Freiherr von Reischach (* 2. Juli 1837 in Hohenkrähen; † 30. Mai 1906 in Schlatt) und der Agnes, geb. Freiin von Bodman (* 26. November 1846 in Möggingen; † 6. Mai 1928 in Konstanz). Mathilde und Agnes, geb. Freiin von Bodman, die beiden Schwiegermütter von Alexander von Brandts, waren Schwestern.

## Werke (Auswahl)
- Beiträge zur Geschichte der französischen Handelspolitik. Duncker & Humblot, 1896.
- Zur sozialen Entwicklung im Saargebiet. Duncker & Humblot, Leipzig, 1904.
- Vom Materialismus zum Spiritualismus. Gemeinverständliche monistische Betrachtungen über Seele, Welt und Gott. Neuer Frankfurter Verlag, Frankfurt/Main, 1908.
- Staat und Kirche: zur Trennungsfrage in Preussen. Germania Aktien-Gesellschaft, 1918.